# Tangshan
Tangshan, Tangszan (chiń. 唐山; pinyin Tángshān) – miasto o statusie prefektury miejskiej w Chinach, we wschodniej części prowincji Hebei, około 145 km na wschód od Pekinu. W 2010 roku liczba mieszkańców miasta wynosiła 1 627 819. Prefektura miejska w 1999 roku liczyła 11 022 165 mieszkańców.
Miasto stanowi główny ośrodek przemysłowy Kajluańskiego Zagłębia Węglowego. Rozwinięty przemysł wydobywczy (węgiel kamienny), hutniczy, koksochemiczny, maszynowy, cementowy, ceramiczny i włókeinniczy. Tangshan jest ważnym węzłem komunikacyjnym.
Tangshan powstał w latach 40. XX wieku z połączenia rozproszonych osad górniczych. Miasto zostało poważnie zniszczone przez silne trzęsienie ziemi o sile 8,2 w skali Richtera, które nawiedziło je rankiem 28 lipca 1976 roku. Oficjalne dane o liczbie ofiar wstrząsu mówią o 240–255 tys. zabitych, choć niektórzy eksperci szacują, że liczba mogła być nawet trzy razy większa.

## Zabytki
- Groby królewskie z dynastii Qing.
- Góra Jingzhong, święte miejsce dla wyznawców buddyzmu.

## Podział administracyjny
Prefektura miejska Tangshan podzielona jest na:
- 6 dzielnic: Lubei, Lunan, Guye, Kaiping, Fengrun, Fengnan,
- 3 miasta: Zunhua, Qian’an, Luanzhou,
- 5 powiatów: Luannan, Laoting, Qianxi, Yutian, Tanghai.

## Miasta partnerskie
- Cedar Rapids
- Lincoln
- Malmö
- Sakata
- Żyrardów